# Таловинка
Таловинка — посёлок в Володарском районе Астраханской области, входит в состав сельского поселения Актюбинский сельсовет. Население 158 человек (2010).

## География
Село находится в юго-восточной части Астраханской области, в дельте реки Волги, у реки Корневая.
Абсолютная высота 22 метра ниже уровня моря.
Климат
умеренный, резко континентальный, характеризуется высокими температурами летом и низкими — зимой, малым количеством осадков, а также большими годовыми и летними суточными амплитудами температуры воздуха.

## Население
| 2002 | 2010 |
| ---- | ---- |
| 175  | ↘158 |

Национальный и гендерный состав
По данным Всероссийской переписи, в 2010 году численность населения села составляла 158 человек (78 мужчин и 80 женщин, 49,4 и 50,6 %% соответственно).
Согласно результатам переписи 2002 года, в национальной структуре населения казахи составляли 98 % из общего числа в 174 жителя.
| Национальность | Численность (2010) | Процент |
| -------------- | ------------------ | ------- |
| Казахи         | 155                | 93,4%   |
| Русские        | 5                  | 3%      |
| Не указана     | 6                  | 3,6%    |
| Всего          | 166                | 100%    |

## Инфраструктура
Нет данных

## Транспорт
Остановка общественного транспорта «Таловинка» на автодороге регионального уровня 12 ОП РЗ 12Н 031 Володарский — Цветное
Проселочные дороги.